# Campionat d'Espanya d'hoquei sobre patins femení 2006
El XIV Campionat d'Espanya femení d'hoquei sobre patins fou la catorzena edició del Campionat d'Espanya. Se celebrà el 5, 6 i 7 de maig de 2006 a Sant Hipòlit de Voltregà i fou organitzat per la Federació Espanyola de Patinatge. Hi participaren sis equips de les diferents federacions autonòmiques, dos representants de la Lliga catalana, dos de la Lliga gallega, un asturià i un madrileny. Es disputà en format de lligueta, proclamant-se campió l'equip amb més nombre de victòries. El Club Patí Voltregà guanyà el seu tercer títol de la competició, sense haver perdut cap partit. Fou el segon títol de la temporada després de la consecució de la Copa de la Reina.

## Clubs participants
- Alcorcón Parque Lisboa
- Centre d'Esports Arenys de Munt
- Biesca Gijón Hockey Club
- INEF Galicia
- Club Patí Voltregà
- Club Ureca

## Competició
El CP Voltregà, Biesca Gijón HC i CE Arenys de Munt dominaren la competició. Destacaren els resultats del club osonenc que guanyà diversos partits per golejada i només rebé dos gols en contra.
| 5 de maig de 2006  | Club Ureca | 1-1     | INEF Galícia | Sant Hipòlit de Voltregà |  |
| 09:30 CET Partit 1 |            | Informe |              |                          |  |

| 5 de maig de 2006  | CP Voltregà | 9-0     | Alcorcón P. Lisboa | Sant Hipòlit de Voltregà |  |
| 11:00 CET Partit 2 |             | Informe |                    |                          |  |

| 5 de maig de 2006  | CE Arenys de Munt | 2-3     | Biesca Gijón HC | Sant Hipòlit de Voltregà |  |
| 12:30 CET Partit 3 |                   | Informe |                 |                          |  |

| 5 de maig de 2006  | Alcorcón P. Lisboa | 2-0     | Club Ureca | Sant Hipòlit de Voltregà |  |
| 17:30 CET Partit 4 |                    | Informe |            |                          |  |

| 5 de maig de 2006  | INEF Galícia | 0-7     | CE Arenys de Munt | Sant Hipòlit de Voltregà |  |
| 19:00 CET Partit 5 |              | Informe |                   |                          |  |

| 5 de maig de 2006  | Biesca Gijón HC | 2-9     | CP Voltregà | Sant Hipòlit de Voltregà |  |
| 20:30 CET Partit 6 |                 | Informe |             |                          |  |

| 6 de maig de 2006 | CE Arenys de Munt | 2-1     | Alcorcón P. Lisboa | Sant Hipòlit de Voltregà |  |
| 9:30 CET Partit 7 |                   | Informe |                    |                          |  |

| 6 de maig de 2006  | INEF Galícia | 2-10    | Biesca Gijón HC | Sant Hipòlit de Voltregà |  |
| 20:30 CET Partit 8 |              | Informe |                 |                          |  |

| 6 de maig de 2006  | Club Ureca | 0-10    | CP Voltregà | Sant Hipòlit de Voltregà |  |
| 12:30 CET Partit 9 |            | Informe |             |                          |  |

| 6 de maig de 2006   | Alcorcón P. Lisboa | 1-2     | Biesca Gijón HC | Sant Hipòlit de Voltregà |  |
| 17:30 CET Partit 10 |                    | Informe |                 |                          |  |

| 6 de maig de 2006   | CP Voltregà | 6-0     | INEF Galícia | Sant Hipòlit de Voltregà |  |
| 19:00 CET Partit 11 |             | Informe |              |                          |  |

| 6 de maig de 2006   | CE Arenys de Munt | 6-1     | Club Ureca | Sant Hipòlit de Voltregà |  |
| 20:30 CET Partit 12 |                   | Informe |            |                          |  |

| 7 de maig de 2006  | INEF Galícia | 0-4     | Alcorcón P. Lisboa | Sant Hipòlit de Voltregà |  |
| 9:30 CET Partit 13 |              | Informe |                    |                          |  |

| 7 de maig de 2006   | Biesca Gijón HC | 6-1     | Club Ureca | Sant Hipòlit de Voltregà |  |
| 11:00 CET Partit 14 |                 | Informe |            |                          |  |

| 7 de maig de 2006   | CP Voltregà | 3-0     | CE Arenys de Munt | Sant Hipòlit de Voltregà |  |
| 12:30 CET Partit 15 |             | Informe |                   |                          |  |

## Classificació final
| Classificació final | Classificació final | Classificació final | Classificació final | Classificació final | Classificació final | Classificació final | Classificació final | Classificació final |
| Pos.                | Club                | PJ                  | PG                  | PE                  | PP                  | GF                  | GC                  | DF                  |
| ------------------- | ------------------- | ------------------- | ------------------- | ------------------- | ------------------- | ------------------- | ------------------- | ------------------- |
| 1                   | CP Voltregà         | 5                   | 5                   | 0                   | 0                   | 37                  | 2                   | +35                 |
| 2                   | Biesca Gijón HC     | 5                   | 4                   | 0                   | 1                   | 23                  | 15                  | +8                  |
| 3                   | CE Arenys de Munt   | 5                   | 3                   | 0                   | 2                   | 17                  | 8                   | +9                  |
| 4                   | Alcorcón P. Lisboa  | 5                   | 2                   | 0                   | 3                   | 8                   | 13                  | -5                  |
| 5                   | Club Ureca          | 5                   | 0                   | 1                   | 4                   | 3                   | 25                  | -22                 |
| 6                   | INEF Galicia        | 5                   | 0                   | 1                   | 4                   | 3                   | 28                  | -25                 |

| Campió d'Espanya 2006           |
| ------------------------------- |
| Club Patí Voltregà Tercer títol |